# هبار (اسم)
هبار هو اسم علم مذكر من أصل عربي، ومعناه هو الذي يقطع اللحم، الجريء الشديد على الأعداء يقطعهم بالسيوف.

## شخصيات تحمل الاسم
- هبار بن الأسود
- هبار بن سفيان

## وصلات خارجية
- موسوعة السلطان قابوس لأسماء العرب